# Lophotarsia
Lophotarsia là một chi bướm đêm thuộc họ Noctuidae.